# Apševci
Apševci is een plaats in de gemeente Nijemci in de Kroatische provincie Vukovar-Srijem. De plaats telt 413 inwoners (2001).